# Andrzej Brycht
Andrzej Brycht, mit Pseudonym Andrzej Norbert oder Andrew Bright (* 27. September 1935 in Warschau; † 8. März 1998 in Hamilton, Kanada) war ein polnischer Lyriker und Prosaschriftsteller.

## Leben

### Kindheit und Jugend
Brycht wurde in Warschau geboren, wo er auch während der Deutschen Besetzung lebte und den Warschauer Aufstand miterlebte. Seinen Vater verlor er während des Zweiten Weltkrieges, als dieser auf der Flucht aus dem Kriegsgefangenenlager in Betting umkam. Nach dem Krieg siedelte Brycht zunächst nach Łódź und dann nach Koszalin, wo er die Grundschule und zwei Jahre des Gymnasiums abschloss. 1951 besuchte er die Offizierschule in Koszalin und schloss die 9. Klasse ab, wurde jedoch 1952 der Schule verwiesen, da er einen Vorgesetzten zusammengeschlagen hatte. Daher kehrte er nach Łódź zurück und arbeitete in einem Heizkraftwerk. Obwohl er eine Abendschule besuchte, beendete er die 10. Klasse nicht. Als Lyriker debütierte er 1954 mit den Gedichten Biblioteka und Pamięci Tuwima, die in den lokalen Zeitschriften Łódzki Express Ilustrowany sowie Łódź Literacka veröffentlicht wurden. Weitere Gedichtsveröffentlichungen folgten 1955 in den Zeitschriften Dziś i jutro, Życie Literackie und Kronika. Im September 1955 heiratete er und wurde im Oktober wegen einer Straßenschlägerei verhaftet. Die weitere Haftstrafe wurde jedoch bereits im Februar 1956 erlassen. Als Prosaschriftsteller debütierte er 1956 mit der Erzählung Ulica Pomarańczowa, die in der Wochenzeitschrift Kierunki publiziert wurde.

### Wehrdienst
1956 nahm er seinen Wehrdienst ab und arbeitete im Bergwerk Wanda-Lech in Nowy Bytom. Als Vertreter seiner Einheit wurde er 1956 Schlesischer Vizemeister der vom Militär organisierten Boxmeisterschaften. Anschließend wurde er in das Bergwerk Wieczorek in Szopienice versetzt. Aufgrund seiner Teilnahme an Protesten gegen die schweren Arbeitsbedingungen wurde er mehrmals inhaftiert und nach einem Selbstmordversuch in eine Psychiatrie in Lubliniec eingewiesen. Nachdem ihm seine Wehrfähigkeit aberkannt worden war, kehrte er nach Łódź zurück. Bereits 1957 siedelte er nach Warschau um und arbeitete für die Zeitschrift Kierunki und 1958 für die Zeitschrift Współczesność. Im November 1958 wurde er wegen einer Schlägerei verhaftet und zu einer Haft von sechs Monaten verurteilt, wurde jedoch nach bereits sieben Wochen dank der Intervention von Jerzy Putrament entlassen. Von 1960 bis 1961 wohnte er kurzzeitig in Jelenia Góra. 1963 wurde er erneut wegen einer Schlägerei in Łódź zu zwei Jahren Haft verurteilt, die er in Łódź und Sieradz bis Mai 1964 verbrachte. In diesen Jahren schrieb er mehrere Erzählungen. Nach seiner Entlassung heiratete er 1964 die Kunststudentin Małgorzata Markowska, die Ehe wurde bereits 1965 wieder geschieden. 1966 verbrachte er zwei Wochen in München im Rahmen der deutschen Übersetzung seines Romanes Dancing w kwaterze Hitlera. 1967 heiratete er die Künstlerin Aleksandra Gaganaszwili – die Ehe wurde 1972 geschieden –  und reiste als Feldwebel mit einer Militärmission nach Hanoi, wo er drei Monate verbrachte. In diesen Jahren veröffentlichte er mehrere Erzählungen, Gedichte, Artikel und Rezensionen in Kierunki (1956–1971), Życie Literackie (1957–1959), Odgłosy (1960–1961, 1965–1969) und Twórczość (1960–1966).

### Emigration
Im Juni 1971 verblieb er während einer Rundreise zu den Hafenstädten des Mittelmeers in Italien und verbrachte anschließend einige Zeit in Frankreich und Belgien. Dort veröffentlichte er in der Pariser Zeitschrift Kultura 1971 die Erzählung Chmury und 1972 Żywi. 1972 emigrierte er nach Kanada, erhielt politisches Asyl und ließ sich in Toronto nieder. Dort arbeitete er als LKW-Fahrer, Autoverkäufer und Drehbuchautor für Dokumentarfilme. Daneben veröffentlichte er weiterhin Erzählungen in kanadischen und amerikanischen Zeitschriften, so 1973 in The Malahat Review, 1974 in The Antigonish Review, 1978 in The Transatlantic Review. 1974 heiratete er Krystyna Żeglińska – die Ehe wurde nach 1980 geschieden – und zog 1981 nach Hamilton. Seit 1984 publizierte er erneut in polnischen Zeitschriften, so in Twórczość und Kultura (1985, 1988–1989). 1987 reiste er erstmals seit seiner Emigration nach Polen und verbrachte dort die Jahre 1988 und 1989. Nach seiner Rückkehr nach Kanada heiratete er 1992 die Psychologin Lucy McGlynn. 1996 erkrankte er an Krebs und starb am 8. März 1998 in Hamilton.

## Publikationen

### Lyrik
- Czas bez Marii, 1961

### Prosa
- Czerwony węgiel, 1960
- Suche trawy, 1961
- Opadanie ziemi, 1962
- Ulica Pomarańczowa, 1963
- Boss, 1964, zusammen mit Andrzej Makowiecki
- Dancing w kwaterze Hitlera, 1966
- Napad, 1966
- Operacja: bank, 1966
- Raport z Monachium. (Reportaż z NRF), 1967
- Sceny miłosne, 1967
- Marzenia, 1971
- Zmienna ogniskowa, 1986 in Twórczość, Nummer 1
- Opowieści z tranzytu, 1986
- Azyl polityczny. Opowieść reporterska, 1989
- Stopa Ikara, 1990
- Sandra, 1990

## Auszeichnungen
- 1962: Kościelski-Preis